# Tapus Godang
Tapus Godang is een bestuurslaag in het regentschap Tapanuli Selatan van de provincie Noord-Sumatra, Indonesië. Tapus Godang telt 442 inwoners (volkstelling 2010).